# حرآباد (فراهان)

روستای حُرآباد یکی از روستاهای شهرستان فراهان است که از شمال به فاصله ۲۵ کیلومتری شهرستان اراک سمت راست جاده اراک فرمهین در جنوب شرقی فراهان و حاشیه شمالی کویر میقان قرار دارد.
پیش شماره تلفنی این ده ۰۸۶ می‌باشد.
در لغت‌نامه دهخدا آمده‌است: 
دهی جزء دهستان فراهان پائین بخش فرمهین شهرستان اراک در پانزده هزارگزی جنوب فرمهین و چهارهزارگزی راه مالرو عمومی. دامنه و سردسیر است و ۵۵۰ تن سکنه دارد. آب آن از قنات و محصول آن غلات، بنشن، ارزن و شغل اهالی زراعت و گله داری و صنایع دستی قالیچه، گلیم و جاجیم بافی است..

## جمعیت
جمعیت این روستا در سال ۱۳۳۵ بالغ بر ۱۰۰۰ نفر بود ولی با آغاز مهاجرت روستائیان به شهرها و ظهور تب شهرنشینی جمعیت آن روز به روز کمتر شد به طوری که در حال حاضر کمتر از ۳۰۰ نفر می‌باشد.
البنه از سال ۱۳۸۴ منحنی جمعیت روستا رو به افزایش می‌باشد و از آنجا که زندگی در شهرها با مشکلات مالی و همچنین بیکاری و... مواجه شده‌است و نیز با آمدن امکانات آب و برق و گاز  و بهداری و مدرسه و... به روستاها بسیاری از جوانان تمایل دارند هر چند به صورت موقتی در روستاها بمانند.

## مدارس
حُرآباد تا سال ۱۳۶۰ دارای مدارس ابتدائی راهنمائی و دبیرستان بود، ولی با کاهش جمعیت در حال حاضر فقط دارای یک مدرسه ابتدائی می‌باشد و نام آن مدرسه ابتدائی شیخ طبرسی می‌باشد.

## روستاها و شهرهای همجوار حرآباد
- روستای کمال آباد در شرق حرآباد
- شهر داودآباد در جنوب شرقی حرآباد
- روستای ویسمه در جنوب شرقی حرآباد
- روستای ایبک آباد در جنوب حرآباد
- روستای مشهدالکوبه در غرب حرآباد
- روستای نظام آباد در شمال حرآباد
- روستای مصلح آباد در شمال شرقی حرآباد